# Cellular and Molecular Bioengineering
Cellular and Molecular Bioengineering is een internationaal, aan collegiale toetsing onderworpen wetenschappelijk tijdschrift op het gebied van de
biofysica en de celbiologie.
De naam wordt in literatuurverwijzingen meestal afgekort tot Cell. Mol. Bioeng.
Het wordt uitgegeven door Springer Science+Business Media namens de Biomedical Engineering Society en verschijnt 4 keer per jaar.
Het eerste nummer verscheen in 2008.